# DJ Funk
Pour les articles homonymes, voir Funk (homonymie).
DJ Funk, de son vrai nom Charles E. Chambers (né le 25 janvier 1971 à Chicago et décédé le 5 mars 2025), est un producteur américain de   ghetto house et ghettotech. Il est reconnu comme l'un des pionniers du genre.

## Biographie
Ghetto house, electronica et délires pornographiques sont caractéristiques de son travail. Il est influencé par le hip-hop, par Grandmaster Flash ou Afrika Bambaataa, et est remarqué dans les raves du West Side de la ville, pour ses mixtapes et ses sélections. Il cultive les tracks à succès, comme Booty House Anthems. DJ Funk est nommé en deuxième position dans le morceau « Teachers » de Daft Punk.
DJ Funk décède à l'âge de 53 ans d'un cancer le 5 mars 2025.

## Discographie partielle

### Albums et EP
- 1994 : Pumpin' Tracks EP (12", Cosmic Records)
- 1994 : Street Traxx II (12", Dance Mania)
- 1995 : Freaky Style Take: 1 (12", Funk Records)
- 1995 :  Street Traxx III' (12", Dance Mania)
- 1995 : Pump'n the Trax (CD, Dance Mania)
- 2012 : Work Dat Body EP (Digital, Booty Call Records)
- 2013 : Work Dat Body Remixes EP (Digital, Booty Call Records)
- 2013 : Booty House Anthems 3 (CD, Dance Mania)

### Collaborations
- 2006 : Justice - Let There Be Light (DJ Funk's Bounce Dat Ass Remix) (Ed Banger Records)
- 2009 : Diskokaine feat. DJ Funk - Bikinini (Gomma Dance Tracks)
- 2012 : GTA feat. DJ Funk - Booty Bounce (Mad Decent)
- 2012 : Zombie Disco Squad feat. DJ Funk - Twerk It (Made to Play)
- 2014 : Wordlife feat. DJ Funk - Dat Groove (Motorik!)
- 2015 : Tommie Sunshine and Halfway House feat. DJ Funk - Shake that (Ultra Records)
- 2015 : Crookers and DJ Funk - Skype Music (Ciao Records)
- 2016 : Will Clarke and DJ Funk - Booty Percolatin (12", Dirtybird Records)
- 2019 : Gettoblaster & DJ Funk - Get Dat (Digital, Dirtybird Records)